# ダニエル・バレット (視覚効果スーパーバイザー)
ダニエル・バレット（Daniel Barrett）は、アニメーションスーパーバイザーである。
2006年よりWeta FXのアニメーションチームに加わり、『猿の惑星』シリーズなどを手がけている。

## 受賞とノミネート
| 賞               | 年   | 部門                                 | 作品名                            | 結果       |
| ---------------- | ---- | ------------------------------------ | --------------------------------- | ---------- |
| アカデミー賞     | 2011 | 視覚効果賞                           | 猿の惑星: 創世記                  | ノミネート |
| アカデミー賞     | 2014 | 視覚効果賞                           | 猿の惑星: 新世紀                  | ノミネート |
| アカデミー賞     | 2017 | 視覚効果賞                           | 猿の惑星: 聖戦記                  | ノミネート |
| アカデミー賞     | 2022 | 視覚効果賞                           | アバター:ウェイ・オブ・ウォーター | 受賞       |
| 英国アカデミー賞 | 2011 | 特殊視覚効果賞                       | 猿の惑星: 創世記                  | ノミネート |
| 英国アカデミー賞 | 2014 | 特殊視覚効果賞                       | 猿の惑星: 新世紀                  | ノミネート |
| 英国アカデミー賞 | 2017 | 特殊視覚効果賞                       | 猿の惑星: 聖戦記                  | ノミネート |
| 英国アカデミー賞 | 2022 | 特殊視覚効果賞                       | アバター:ウェイ・オブ・ウォーター | 受賞       |
| アニー賞         | 2014 | 実写作品キャラクターアニメーション賞 | 猿の惑星: 新世紀                  | 受賞       |
| アニー賞         | 2017 | 実写作品キャラクターアニメーション賞 | 猿の惑星: 聖戦記                  | 受賞       |
| アニー賞         | 2022 | 実写作品キャラクターアニメーション賞 | アバター:ウェイ・オブ・ウォーター | 受賞       |